# ヒノデワシ

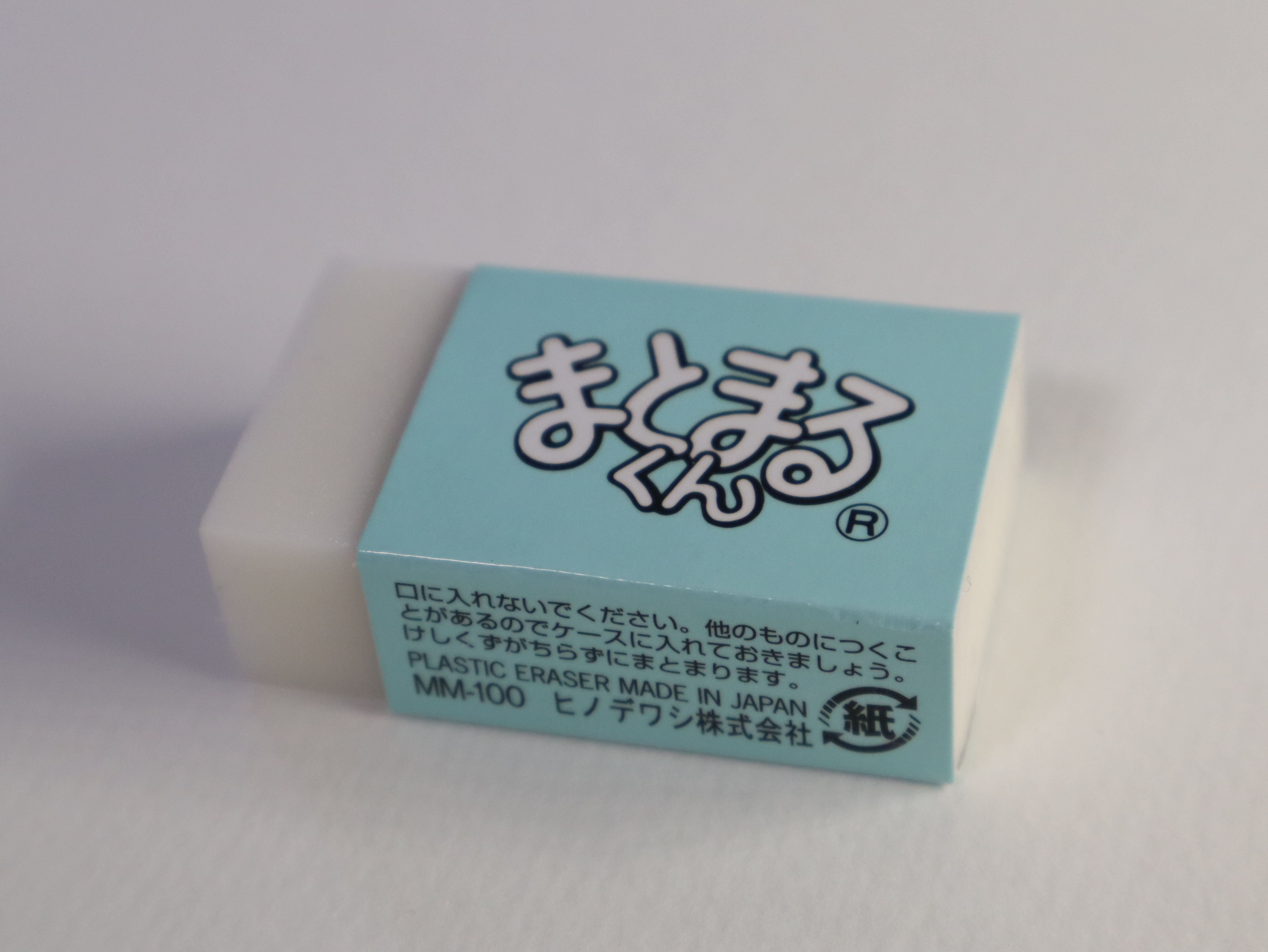
まとまるくん

ヒノデワシ株式会社（HINODEWASHI CO.,LTD.）は、主に消しゴム、修正テープを専門的に製造する、日本の文具メーカー。前身は、白鬚護謨工業所という企業名で、1919年の創業。1973年から現在の社名となる。社名は「金鵄」からの連想で、トビでは畏れ多いという理由で強さ・勇敢さ等をイメージにしたワシに変更したという。

## 企業現況
- 商号　ヒノデワシ株式会社
- 英文社名　HINODEWASHI CO.,LTD.
- 本社所在地　〒131-0032 東京都墨田区東向島1-7-8
- 代表取締役社長　菅谷満良

## 沿革
- 1919年　白鬚護謨工業所を創業、各種ゴム製品の製造を始める
- 昭和初期　消しゴムの製造を始める
- 1951年　ヒノデワシゴム工業株式会社を設立。消しゴムの日本工業規格表示許可工場（JIS工場）となる
- 1952年　鉛筆に付ける消しゴムの日本工業規格表示許可工場（JIS工場）となる
- 1953年　東京都通産局より品質管理実施優良工場の表彰を受ける
- 1958年　印材用ゴムの日本工業規格表示許可工場（JIS工場）となる
- 1967年　プラスチック字消しの製造を始める
- 1968年　ユーザーの手作りで消しゴムができる「インスタントねんど消しゴム」を発売、消しゴムのホビー商品化の先鞭をつける
- 1973年　ヒノデワシ株式会社に商号変更
- 1979年　香料を入れたプラスチック字消しを発売、香りつき文具製品流行の先鞭を
- 1984年　プラスチック字消しの日本工業規格表示許可工場（JIS工場）となる
- 1985年　社長菅谷満良　日本字消し工業会会長に就任（～1999年）
- 1986年　消しくずが散らない消しゴム「まとまるくん」を発売
- 1987年　モーターで消しゴムを作動させる「電動消しゴム（デンケシ）」を発売
- 1988年　お湯で好きな形やスーパーボールも作れる「おゆまる」を発売
- 1995年　「はんけしくん」発売 ナンシー関にサイズ・品を監修され誕生
- 2001年　国際規格「ISO9001」を認証・取得
- 2004年　好きな形の消しゴムが作れる「へんしん消ゴム」発売
- 2009年　はんけしくん通信講座　基礎講座開講
- 2016年　「まとまるくん」が生誕３０周年を迎える
- 2019年　ヒノデワシ株式会社が創業１0０周年を迎える

## 主な商品
- 消しゴム（まとまるくん、ぱっちりくん、かおりちゃんなど）
- ホビー（はんけしくん、おゆまる、ねんど消しゴムなど）
- 練り消しゴム（ねりけしくんなど）
- 修正テープ（ボトルタイプ、チューブタイプなど）
- 電動消しゴム（デンケシなど）
- はんこ用消しゴム（はんけしくんなど）

## SA‐T
SA‐T（サート）は、2004年に発売した高品質事務用消しゴム。名前の由来はサラッと消えることからである。
- 2004年 -「SA‐T」発売
- 2006年 -「きらきらSA‐T」「3D SA‐T」発売

特殊セラミックスファイバー（SA‐T構造）が、紙の繊維に入り込んだ黒鉛の粒子をかき出し、綺麗に消すことを可能にした消しゴム。

## 関連商品
- まとまるくん（シリーズ多数）
- おゆまる
- ぱっちりくん
- かおりちゃん
- 事務用
- デンケシ
- ノックちゃん
- はんけしくんシリーズ

## 関連会社
- 株式会社イワコー
- 東急ハンズ（消しゴム作りに協力）